# Vrtača (Kostanjevica na Krki)
Vrtača (Duits: Heiligenkreuz) is een plaats in Slovenië en maakt deel uit van de gemeente Kostanjevica na Krki in de NUTS-3-regio Spodnjeposavska. De plaats telde 5 inwoners op 1 januari 2020.